# 向心
向心，香港联交所上市公司中国创新投资投资有限公司(1217.hk)董事局主席，香港证监会监管公众公司中国趋势控股有限公司董事局主席，香港非政府组织（NGO）中国科技教育基金会创办人、理事长。

## 人物簡介
向心曾在中国若干大机构工作，并长期从事科技项目管理及公司策略研究，拥有多年项目投资及资讯科技之经验，持有南京理工大学理学学士学位及工学硕士学位。
向心于1993年在香港组建了“新时代发展第一基金/新时代环球投资基金”。
向心于早年启动了以低碳城市解决方案为特点的“城市蓝天计划”。
向心热心公益事业，于2005年发起成立非政府组织中国科技教育基金会，捐助多所中小学和大学。
向心于2015年被泰州市第四届人大常委会第24次会议授予“泰州市荣誉市民”；2016年被泰州市委、市政府授予“新泰州建设功臣”。

## 人物事件
2019年11月，自称“共谍”的王立强向澳洲媒体爆料，称曾参与一系列间谍活动，并受向心夫妇指使在台湾从事情报工作。台北地检署据此以向心夫妇涉嫌违反“国安法”将二人限制出境。
2021年4月8日，“国安案”限制出境措施即将到期，台北地检署又以洗钱罪为名起诉向心夫妇，并继续限制出境。
2021年11月12日，在“国安案”部分，台北地方检察署认为证据不足，做出不起诉决定，后被台湾高等检察署发还重审。
2023年8月17日，共谍案经台北地方检察署两度不起诉，台湾高等检察署自为侦查之后，宣布确定全案不起诉。
2023年9月6日，台湾高等法院就向心夫妇涉洗钱防制法案件，二审继续做出无罪判决。
2023年10月11日，向心夫妇涉洗钱防制法案件三审到期，台湾检方未提起上诉，向心夫妇确定洗钱案无罪，出境限制措施取消。
2023年10月17日，《苹果日报》前总编辑罗伟光登报向向心夫妇公开道歉，承认以前假间谍案不存在、不是事实。
2023年10月18日，向心夫妇涉间谍案不获起诉及洗钱案确定无罪，在滞留台湾超过1420天后，依法解除出境管制离台返港。